# قرار مجلس الأمن التابع للأمم المتحدة رقم 1546
تم اعتماد قرار مجلس الأمن التابع للأمم المتحدة رقم 1546 بالإجماع في 8 يونيو 2004 بعد أن أكَّد على قراراته السابقة المتعلقة بالعراق، وأيَّد تشكيل الحكومة العراقية المؤقتة، ورحَّب بانهاء الاحتلال وإقرار حالة القوات متعددة الجنسيات وعلاقتها بالحكومة العراقية.